# Химическое общество Японии

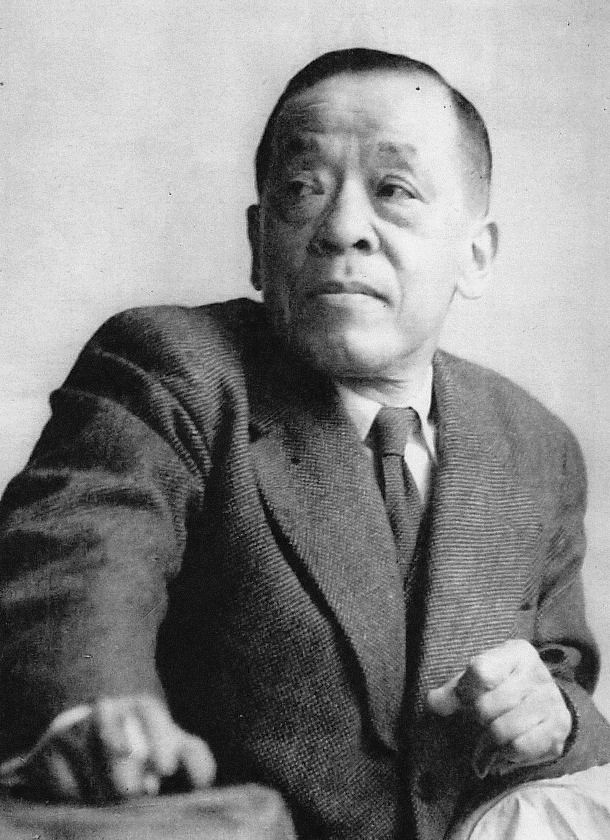
Ичиро Исикава

Химическое общество Японии (公益社団法人 日本化学会, Kōeki Shadanhōjin Nihon Kagakukai) (CSJ) — научное общество и профессиональная ассоциация, основанная в 1878 году с целью содействия и продвижения химических исследований и образования в Японии. Проводит ежегодные заседания в марте. Миссия CSJ состоит в продвижении химии в научных кругах и промышленности путем сотрудничества с другими национальными и глобальными обществами.
Основано в 1878 году двадцатью молодыми учеными; первоначально называлось Химическое общество, позже Токийское химическое общество и, наконец, Химическое общество Японии. В 1948 году оно объединилось с Обществом химической промышленности.
По состоянию на 2022 год общество насчитывает около 27 000 членов. Хироаки Суга был президентом Химического общества Японии на период 2022—2023 годов.

## Журналы
CSJ издает следующие журналы, в частности:
- Bulletine of the Chemical Society of Japan (BCSJ)
- Chemistry Letters
- The Chemical Record

## Стипендиаты и почётные члены
- Рольф Хьюсгэн (почётный член)
- Акира Ёcино (стипендиат)

## Премия Химического общества Японии и прочие награды
С 2004 года CSJ ежегодно присуждает награду Химического общества Японии пяти-шести учёным.
Кроме того, вручается премия CSJ Lectureship Award младшим азиатским химикам (45 лет и младше) на Азиатском международном симпозиуме, который проходит на ежегодном общем собрании CSJ в марте.

## Ссылка
- Официальный сайт (англ.)